# Полицейская драма
Полицейская драма, также Полицейский процедурал (англ. Police procedural) — поджанр детектива, в котором правдоподобно показывается жизнь и работа сотрудников полиции.
Вносит в детективный сюжет сильный элемент производственной драмы.

## Как литературный жанр
Несмотря на наличие более ранних прецедентов, роман 1945 года «V as in Victim» Лоуренса Трита (Lawrence Treat) часто упоминается (в частности, критиком Anthony Boucher, автором New York Times Book Review) среди других, как возможно первый представитель жанра полицейского процедурала. Наиболее известными классическими авторами жанра являются Эд Макбейн, Жорж Сименон и другие.

## Как телевизионный жанр
Сюжет в полицейских процедуралах обычно строится вокруг каждого эпизода, без сквозных историй на несколько эпизодов. Основное экранное время в полицейских процедуралах уделяется судебно-медицинской экспертизе, вскрытию, сбору доказательств, использованию ордера на обыск и допросу. Среди известных представителей жанра выделяются «Детектив Раш», «Закон и порядок: Специальный корпус», «C.S.I.: Место преступления», «Ищейка», «Следствие по телу», «Кости», «Касл», «Саутленд», «Новичок» и т.д.
Одно из главных отличий таких сериалов — показ личной жизни главных героев полицейских, зачастую драматический. Темой для сюжета может стать семейное положение, отношения в коллективе и риск для жизни, а также стрессовая обстановка, связанная с профессиональной деятельностью.